# Тучеп
Тучеп је насеље у општини Исток на Косову и Метохији, Србија. Према попису из 2011. године у Тучепу је било 12 становника.

## Демографија
Насеље је у потпуности насељено Србима.
Број становника на пописима:
- попис становништва 1948. године: 259
- попис становништва 1953. године: 306
- попис становништва 1961. године: 413
- попис становништва 1971. године: 409
- попис становништва 1981. године: 351
- попис становништва 1991. године: 318